# Arta romanică

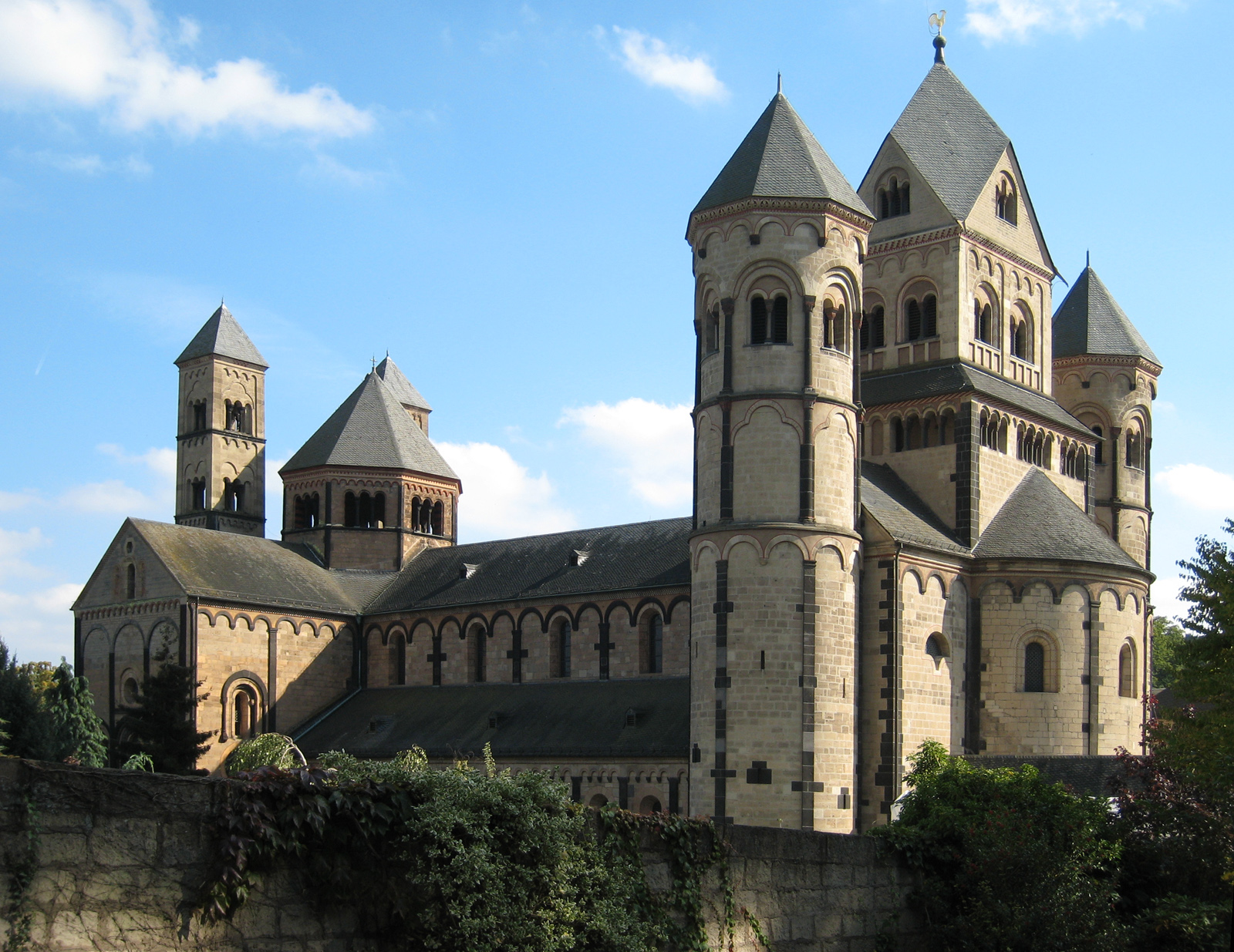
Abația Maria Laach, în apropiere de Andernach (Germania), una din cele mai reprezentative biserici romanice

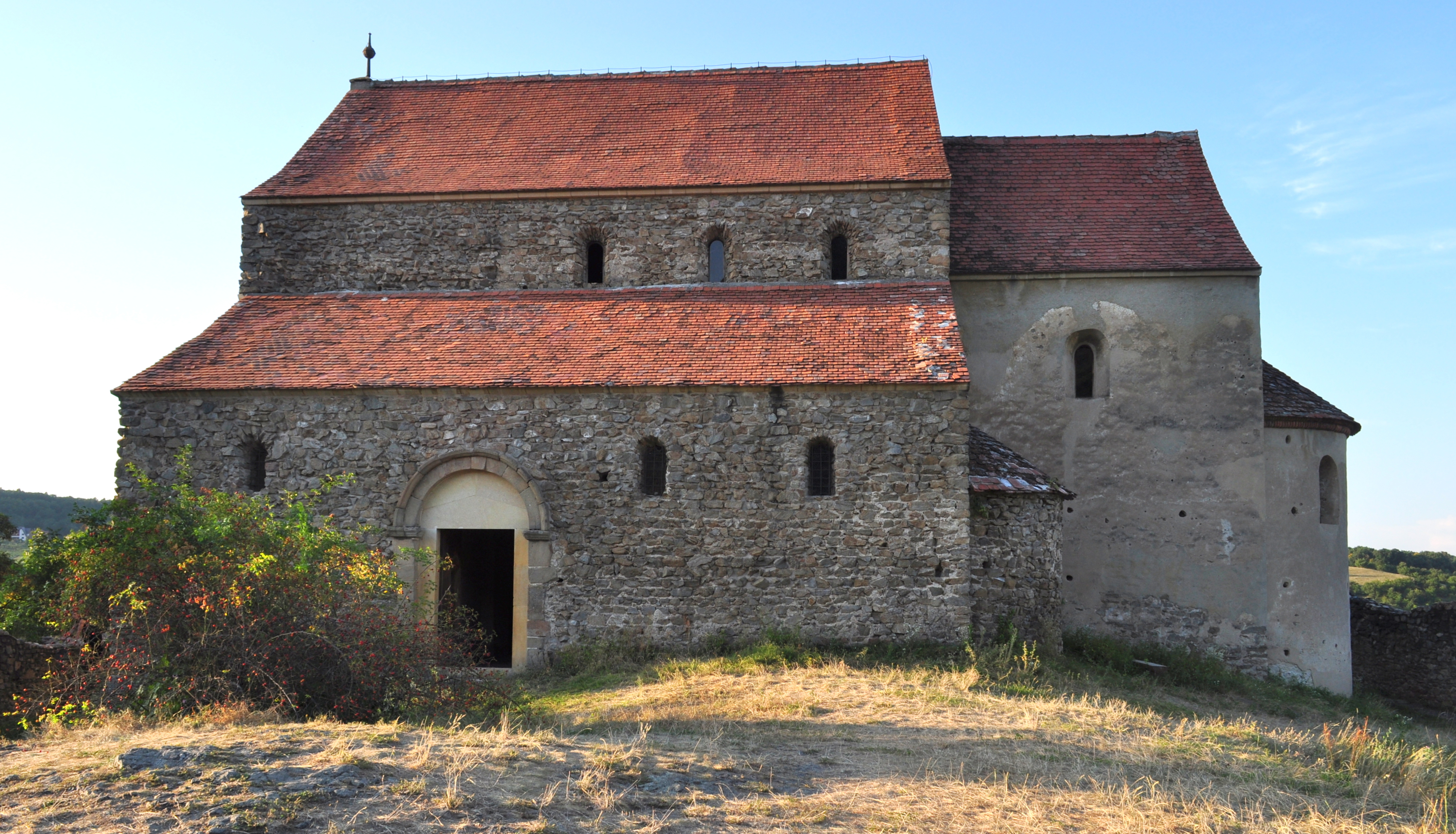
Biserica Sfântul Mihail din Cisnădioara, edificiu reprezentativ pentru arta romanică din Transilvania

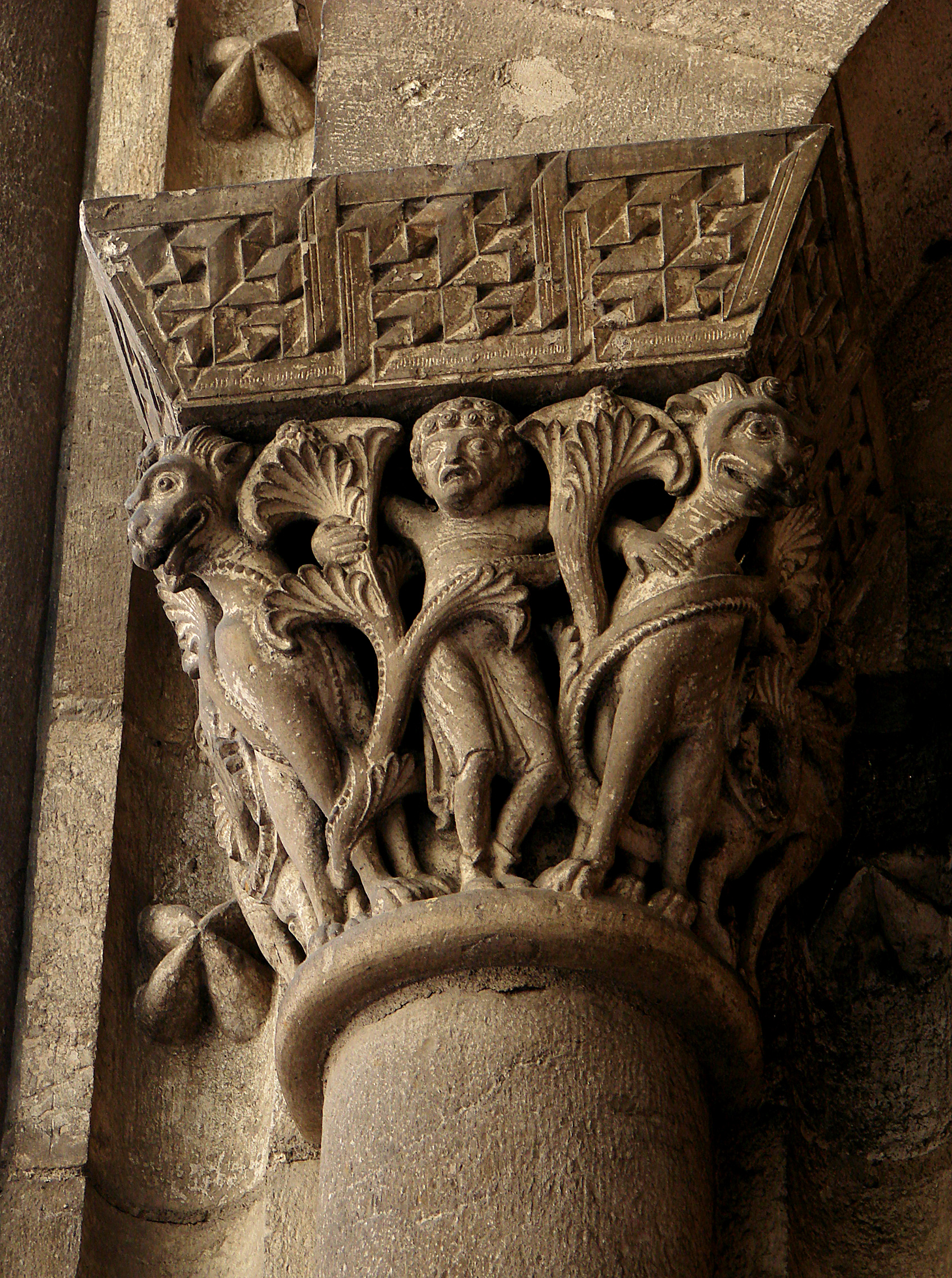
Capitel din Catedrala Cahors (Cahors, Franța)

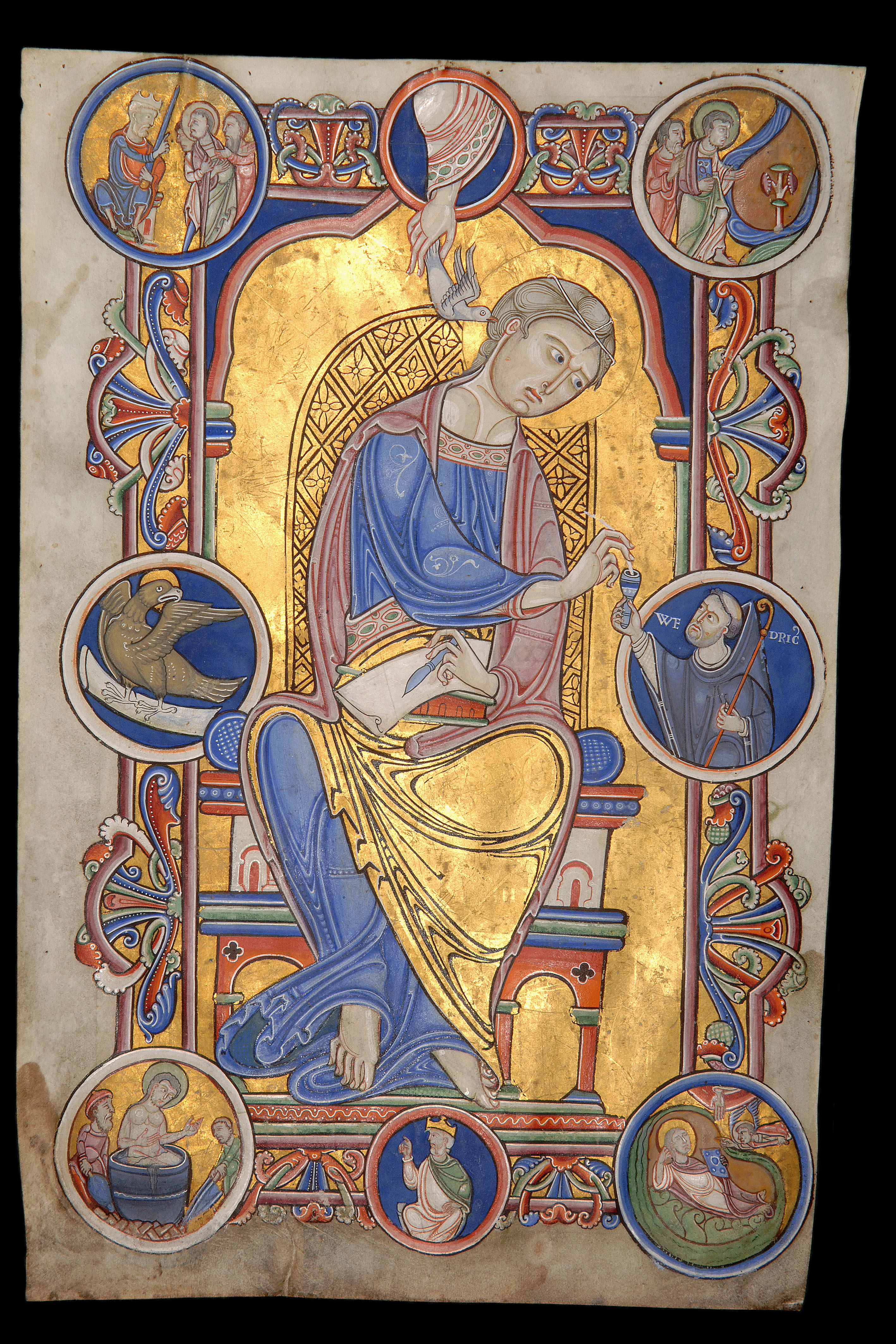
Miniatură a lui Ioan Evanghelistul, făcută înainte de 1147, anluminură pe pergament

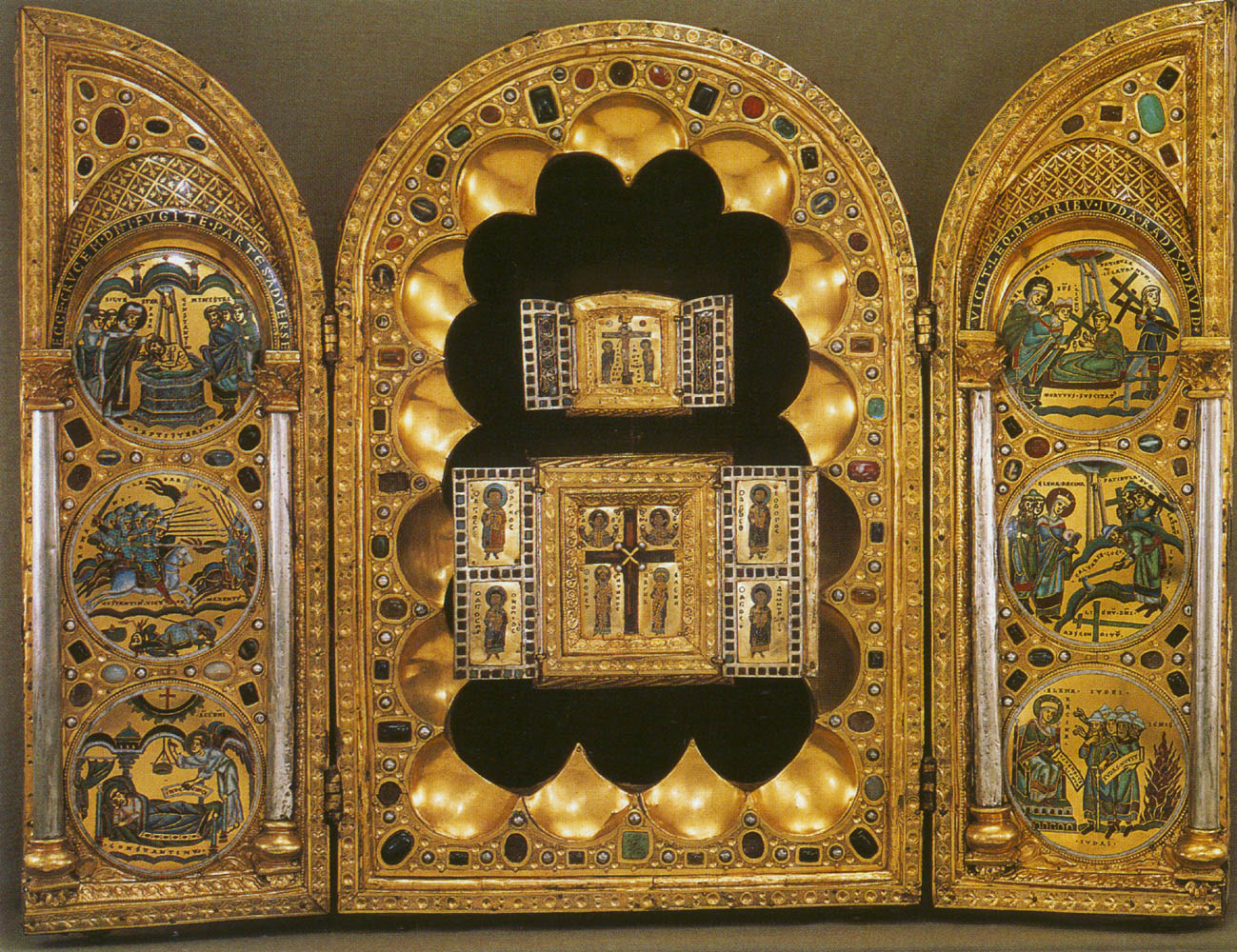
Tripticul Stavelot, circa 1156-1158, în Morgan Library & Museum (New York City)

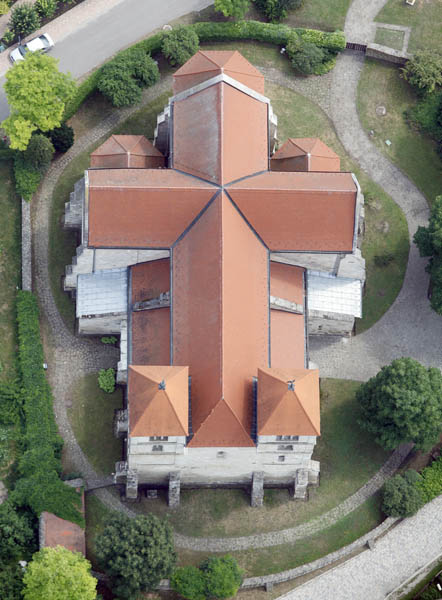
Mănăstirea premonstratensă din Ócsa

Stilul romanic este arta caracteristică spațiului european occidental din secolele XI-XIII, cu arhitectura ca gen principal de manifestare. Arhitectura romanică este dominată de programul religios creștin. Stilul romanic a păstrat formele de tradiție romană, în care a integrat elemente carolingiene și bizantine. Bisericile romanice sunt de tip bazilical (cel mai adesea cu trei nave), caracteristice fiind zidurile masive, absidele semicirculare, deschiderile în general mici și ancadramentele cu arc semicircular.
Cea mai mare parte a lucrărilor de sculptură și de arhitectură realizate în această perioadă medievală timpurie au fost executate în stilul moștenit din Roma antică.
Pe teritoriul României primul monument romanic atestat cert este Catedrala Sf. Mihail din Alba Iulia (sfârșitul sec. al XI-lea). În zona Sibiului există de asemenea o serie de bazilici cu trei nave, de inspirație renană (Cisnădioara, Cisnădie, Gușterița, Noul Săsesc etc.). În nordul Transilvaniei principalele monumente romanice, (Acâș, Herina etc.). tot din categoria bazilicilor cu trei nave,
sunt inspirate de șantierul benedictin de la Pannonhalma.

## Arta monahală
În Anglia monahismul a atins apogeul în timpul domniei regelui Henric I  (1100–1135) și s-au construit abații, atât material cât și spiritual, în marile centre ale religiei, cum ar fi Canterbury, Winchester sau Durham, unde au luat ființă și școli de caligrafie și ilustrare a manuscriselor. Tendința a continuat și în timpul domniei regelui Ștefan (1135–1154), când au fost fondate numeroase mănăstiri.
În secolul al 12-lea, Biserica era foarte strictă în ceea ce privește subiectele care puteau fi reprezentate în pictură iar stilul utilizat era și el cenzurat. De exemplu, există mărturii care atestă că Sfântul Bernard din Clairvaux (1090–1153) a criticat anumite imagini pentru că ar fi fost prea ostentative, reamintindu-le confraților lui jurămintele de sărăcie pe care le făcuseră. Picturile din afara bisericii erau supuse și ele acelorași standarde. Deși s-au păstrat puține picturi laice, din anumite surse literare exacte se știe că existau castele ai căror pereți erau bogat împodobiți cu picturile comandate de nobili.

## Pictura murală
Pictura a fost considerată o cale eficientă în învățarea principiilor religioase de către populație, ilustrând Biblia sau cărțile de rugăciuni și dedicând interiorul bisericilor gloriei lui Dumnezeu. În acea vreme existau foarte puține persoane care știau să citească; din acest motiv, scopul frescelor era acela de a face creștinismul mai ușor de înțeles și de a-i familiariza pe profani cu conținutul biblic. În fresce, culoarea era aplicată direct pe tencuiala umedă cu care fuziona pentru a forma una dintre cele mai durabile forme de pictură murală.
Acest gen de artă poate fi întâlnit în întreaga Europă. Biserica din Saint-Savin sur Gartempe, Franța, este decorată cu picturi care redau vizual atât martiriul Sf. Savin cat și pe cel al Sf. Ciprian. În pridvor există scene care înfățișează Sfârșitul Lumii și Judecata de Apoi; pe bolta naosului sunt reprezentate episoade din pentateuh; chiar și galeria situată deasupra pridvorului relatează prin picturi despre trecerea lui Cristos, ca o aducere aminte a modului de izbăvire al omenirii, prin sacrificiul crucificării.
Catedrala din Canterbury a fost decorată și ea, în decursul secolului al 12-lea, cu picturi murale. Primele se află în absida din St. Gabriel Chapel, în cavou, și s-au păstrat în bune condiții. Alte exemple strălucite ale artei care a caracterizat această perioadă includ capela din Berza-la-Ville, din Franța, sau interiorul bisericii Sf. Angelo din Formis, lângă localitatea Capua, în Italia.
Se cunoaște faptul că atunci multe cărți cu idei și modele au circulat de la o țară la alta. În Biserica San Clemente de Tahull, din Catalonia, există un Cristos în Glorie foarte îndrăzneț, clar influențat de bogăția și culorile strălucitoare ale artei bizantine a Constantinopolului, redusă în urma Cruciadelor. Fiecare figură este înconjurată de linii proeminente; și, în acest sens, efectul este foarte asemănător cu cel al vitraliilor. Picturile din Sf. Savin prezintă, într-o oarecare măsură, un mai bun simț al mișcării, culori mai blânde și fizionomii mai expresive, chiar dacă datează cam din aceeași perioadă.

## Manuscrise iluminate
În general, lucrările mai mici pot fi găsite doar în ilustrațiile manuscriselor; și, din nou, majusculele împodobite sunt des utilizate în lucrările cu teme religioase. Biblia și incunabulele erau foarte bogat ilustrate, ca act de adâncă devoțiune din partea călugărului ce le executa, și ele reflectau adesea vanitatea patronului care era dispus să-și etaleze bogăția, comandând lucrări atât de elaborate.
Cel mai renumit manuscris englez din secolul al 12-lea a fost executat în Winchester și se găsește astăzi la Cathedral Library. Originalul acestei superbe Biblii avea doar două volume, însă conținutul lucrării a fost redistribuit în patru și a reprezentat rezultatul colaborării, probabil, a cel puțin șase artiști. Acești șase artiști au fost numiți: Maestrul Scrierilor Apocrife, Maestrul Cifrelor Bisecte, Maestrul Amelekite, Maestrul Morganatic și Maestrul Misterului Gotic.

## Renașterea sculpturii
Una dintre cele mai mari realizări ale perioadei romanice este renașterea sculpturii monumentale care nu mai fusese întâlnită în Europa după prăbușirea Imperiului Roman, cu aproximativ 600 de ani în urmă. La fel ca picturile, sculpturile aveau menirea de a decora bisericile și de a consolida spiritual dar și de a instrui congregațiile, prezentând subiecte cum ar fi Înălțarea lui Cristos sau Judecata de Apoi. În piatră, sculptura a luat forma basoreliefurilor fie pe capitelurile din partea superioară a columnelor, fie în jurul intrărilor.
Siliți să lucreze forme deseori dificile, în poziții incomode, sculptorii romanici au răspuns acestei provocări într-un mod demn de toata lauda: câteva dintre compozițiile cu mare efect dramatic și ingeniozitate uluitoare, erau plasate în timpan – suprafața semicirculară sau triunghiulară formată între partea superioară a intrării și arcada de deasupra. A renăscut și sculptura în bronz, mai ales sub forma reliefurilor aplicate pe ușile bisericilor.
În general, personajele sculpturii romanice erau foarte alungite și erau aranjate în poziții tipice; în ceea ce privește pictura, tematica ei nu se inspira din viața din toate zilele, ea urmărind să-i insufle privitorului un simț de devoțiune cu caracter religios. Printre celelalte arte care au cunoscut o mare înflorire în epoca romanică se numără și arta creării tapiseriilor, a copertelor de carte și a artefactelor religioase, lucrate în email și metale prețioase.

## Arhitectura bisericilor romanice

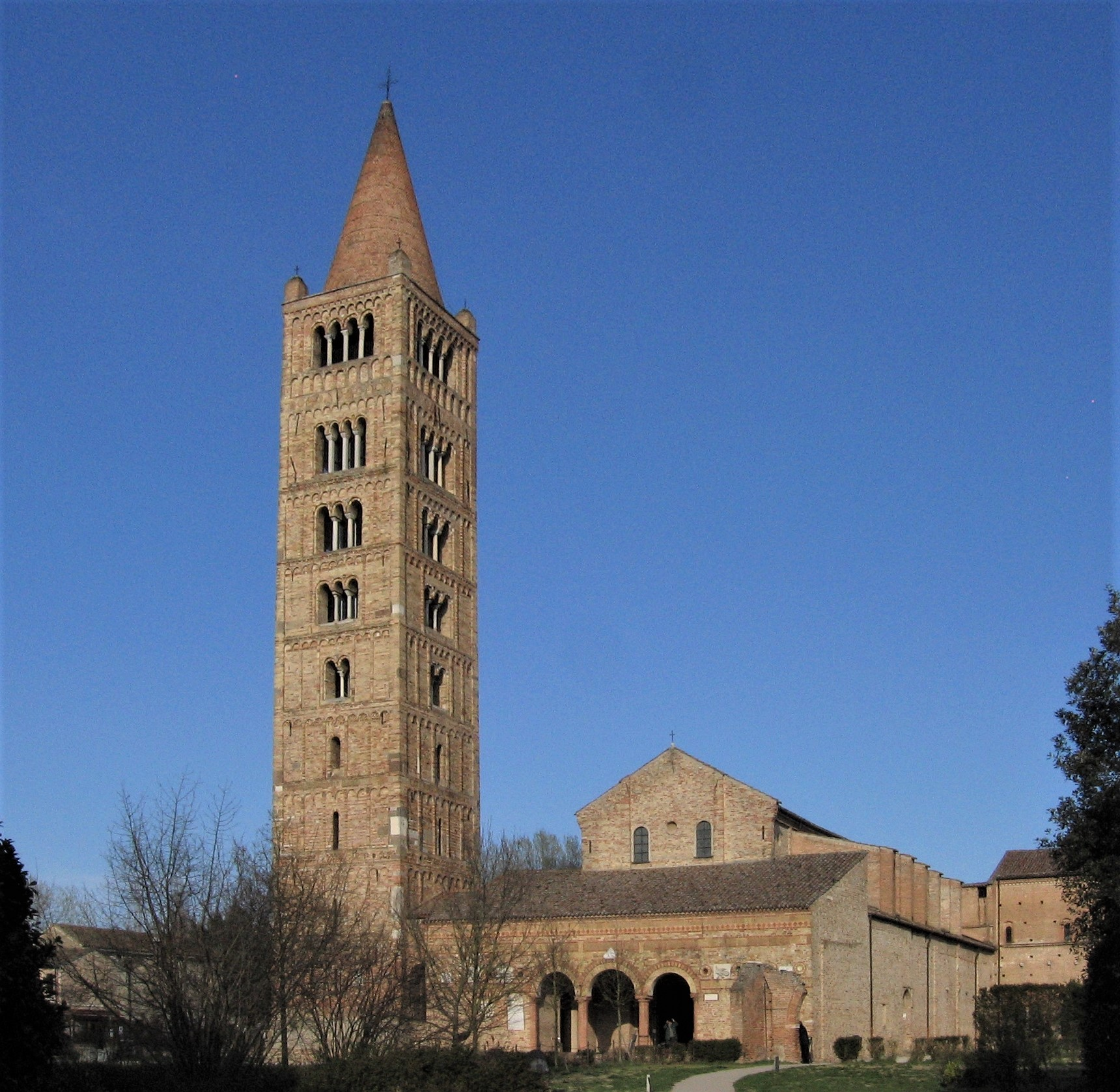
Mănăstirea Pomposa, Codigoro, Italia

Secolul al XI-lea a fost relativ calm în Europa Occidentală. Principalele susținătoare ale arhitecturii erau mănăstirile care, în acea perioadă, depășeau numărul de 2.000. Familiile înstărite doreau și ele să-și etaleze pozițiile pe care le ocupau în societate, făcând numeroase donații către mănăstiri. Unii considerau acest fapt și ca pe o formă de asigurare spirituală, care le garanta răsplata în viața de apoi.
Trăsătura cea mai izbitoare a bisericilor și catedralelor romanice este masivitatea și utilizarea frecventă a arcurilor curbe pentru ferestre, uși sau arcade. Același principiu al construcțiilor semicirculare a fost aplicat și pentru acoperișul de piatră, care a înlocuit în cele mai multe biserici lemnul; bolta în leagăn (ca un arc rotund continuu) sau pe cea a bolții ogivale (ce consta din două bolți în leagăn care se intersectau). Stâlpii masivi, rotunzi, și pereții groși ai clădirilor romanice erau necesități structurale până la descoperirea tehnicilor perfecționate, asociate cu stilul gotic târziu, ce permiteau preluarea tensiunilor, unele dintre acestea (mai ales bolțile ogivale) fiind utilizate chiar și în perioada precedentă.
Marele avânt pe care l-a cunoscut arhitectura romanică s-a datorat unor reforme ale ordinului benedictin, mișcări pornite la Cluny (reforma cluniacenză), respectiv  Cîteaux (în urma cărora au apărut cistercienii). Printre cele mai impozante clădiri nou construite se numără abațiile, capelele și bisericile de pelerinaj situate pe drumul către biserica ce adăpostește moaștele Sf. Iacob, în Compostela, din Spania. Multe construcții aveau o arcadă (un culoar construit în jurul bisericii) pentru pelerini.
Arta romanică a fost adusă în Anglia de normanzi. Acest stil este cunoscut în Marea Britanie ca stil normandic. Monumentele de bază ale acestui stil sunt catedralele din Ely, Norwich, Peterborough.
Cele mai renumite biserici romanice din Germania: Catedrala din Bamberg, Catedrala din Speyer, Biserica Sfântul Mihail din Hildesheim, domul din Mainz, Mănăstirea Maria Laach, Catedrala din Trier și domul din Worms.